# Pfälzisches Holzland
Holzland ist der Name eines im westlichen Teil des Pfälzerwaldes gelegenen Gebiets.

## Lage und Struktur
Das Holzland wird durch die umgebenden Fließgewässer begrenzt, im Süden und Südosten durch den Schwarzbach, im Westen und Norden durch dessen Nebenbach Moosalb. Lediglich im äußersten Osten, am Steinberg, geht das Holzland ohne ausgeprägte Geländeprofilierung in die Frankenweide über.
Die Täler, die das Holzland begrenzen und durchziehen, sind teilweise noch weitgehend naturbelassen. An den Hängen treten vielfach mächtige Sandsteinformationen zu Tage. Hänge und Höhen sind – außer in der direkten Umgebung der Ortschaften – von hochwertigem Mischwald bedeckt. Die hier gefällten, oft mehrere Jahrhunderte alten Traubeneichen erzielen mit die höchsten Holzpreise überhaupt.
Markante Erhebungen innerhalb des Holzlandes sind der Hahnenkopf, der Hahnenberg, der Hermerskopf, der Große Hundsberg (447 m), der Kleine Hundsberg (428,4 m) der Dinkelsberg und die Wolfskaut.

## Geschichte
Qualität und Geschlossenheit des Waldbestandes gaben dem Holzland seinen Namen. Auch in Zeiten, zu denen durch Waldweide, Köhlerei und Bergbau in weiten Teilen des Pfälzerwaldes großflächiger Raubbau betrieben wurde, haben hier stets wertvolle Bestände die Jahrhunderte überdauert.
1788 heißt es, das Gericht Waldfischbach werde gemeinhin nur das Holzland genannt. Das Holzland hatte als Waldmark zum Kloster Hornbach gehört. Die Schirmvogtei über das Gebiet gelangte im 15. Jahrhundert von den Grafen von Homburg an Kurpfalz, das sie zur Landesherrschaft ausbauen konnte. Das Holzland gehörte fortan zum kurpfälzischen Oberamt Lautern.

## Bevölkerung und Verkehr
Die größte Gemeinde und Sitz der Verbandsgemeindeverwaltung, Waldfischbach-Burgalben, liegt am südwestlichen Rand des Gebiets im Moosalbtal. Moosalbaufwärts sind die Ortschaften Steinalben und Schopp angesiedelt. Im Zentrum des Holzlandes liegt auf 430 m ü. NN der Ort Heltersberg, ebenfalls Höhenorte sind Geiselberg und Schmalenberg. Insgesamt leben im Holzland ca. 11.500 Menschen.
Hauptverkehrsachse ist die im Moosalbtal in Nord-Süd-Richtung verlaufende B 270 Pirmasens–Kaiserslautern und die parallel dazu verlaufende Biebermühlbahn. Letztere verfügt mit Waldfischbach, Steinalben und Schopp über drei Bahnstationen im Holzland.

## Sehenswürdigkeiten

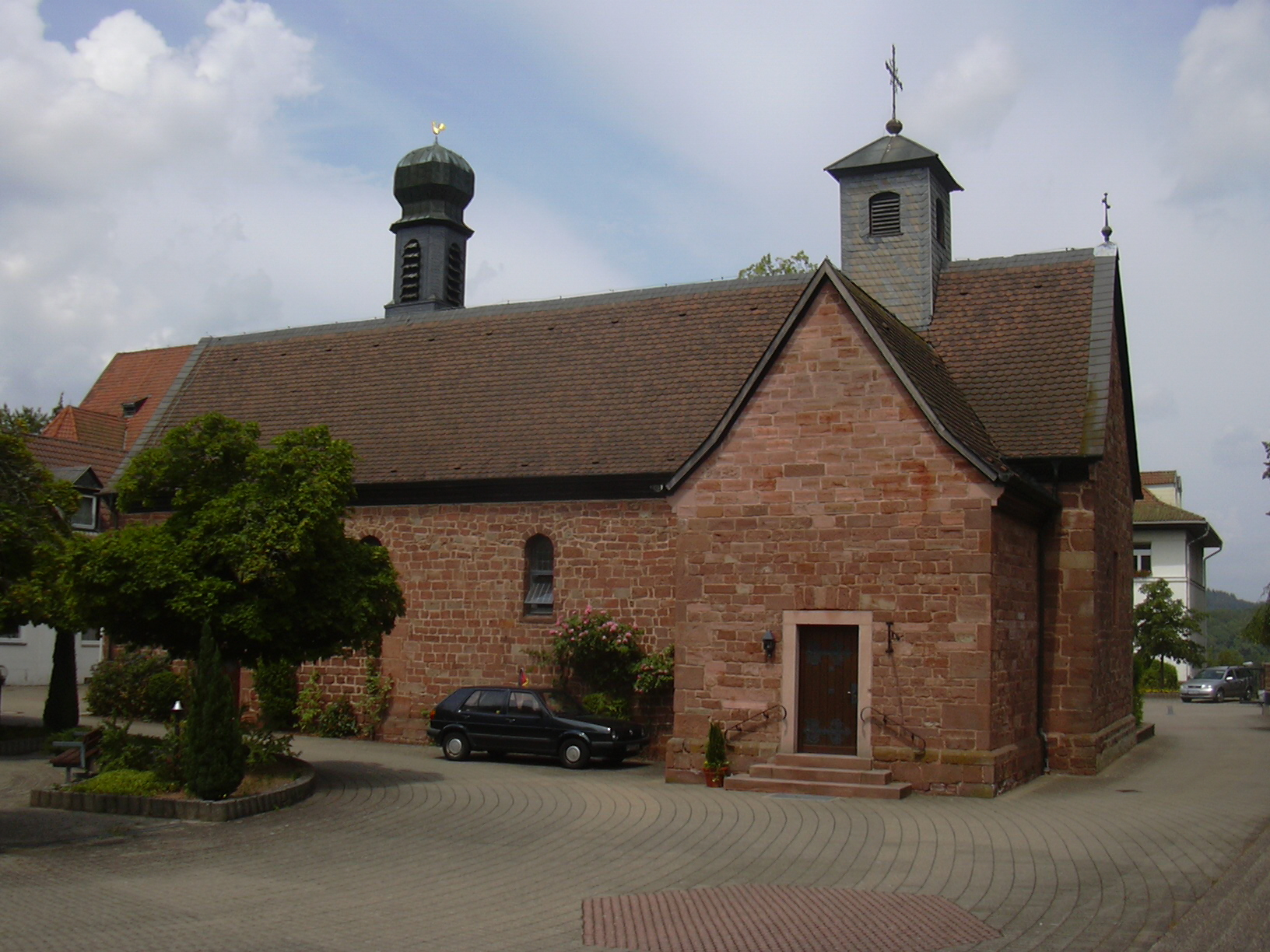
Ursprüngliche Wallfahrtskapelle Maria Rosenberg

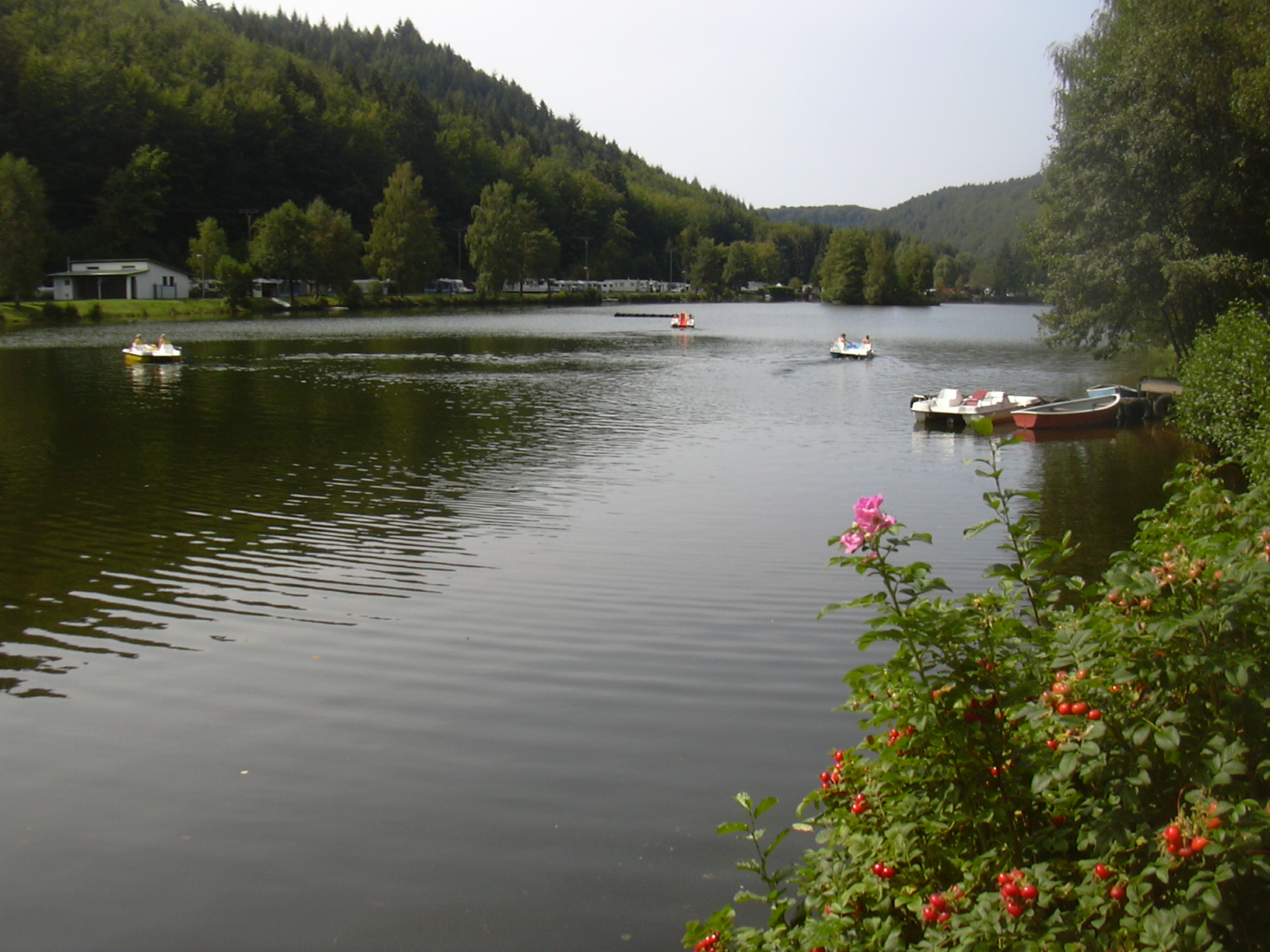
Clausensee

- Die Heidelsburg bei Waldfischbach-Burgalben ist die Ruine einer römischen Fliehburg.[3]
- Im Ortsteil Burgalben von Waldfischbach-Burgalben befindet sich der Wallfahrtsort Maria Rosenberg.
- Die Geschichte des örtlichen Handwerks ist Schwerpunkt des Heimatmuseums Heltersberg. Neben den üblichen Werkzeugen und Gegenständen des bäuerlichen Brauchtums verfügt das Museum unter anderem über acht Handwerkerstuben, eine Schmiede sowie eine Münzsammlung, die die Geschichte der Währung von der D-Mark im Jahre 1948 bis zur Einführung des Euros dokumentiert.[4]
- Die Forellenzuchtanstalt an der Hirschalbermühle bei Schmalenberg gilt als eine größten Anlagen in Deutschland.
- Die Ruine einer im Jahr 1927 zerstörten Pulvermühle befindet sich zwischen den Orten Schopp und Steinalben. Der hergestellte Sprengstoff wurde weltweit für den Bau von Eisenbahnstrecken genutzt.

## Freizeit und Tourismus
Die Holzlandgemeinden sind bemüht, etwas Anteil am Fremdenverkehr im Pfälzerwald zu erlangen. Die Naturfreunde und der Pfälzerwald-Verein unterhalten mehrere Berghütten. Am Clausensee, am Hundsweiher und im Schwarzbachtal gibt es Zeltplätze.
Vom Pfälzerwald-Verein wird ein weitläufiges Wanderwegenetz markiert. Durch das Holzland verlaufen unter anderem der Prädikatswanderweg Pfälzer Waldpfad und der Fernwanderweg Saar-Rhein-Main. Daneben gibt es auch mehrere ausgewiesene Mountainbike-Strecken. Besonders beliebt sind die schluchtartigen Täler mit Weihern und Quellen rund um Heltersberg sowie das Tal der Hirschalbe, die bei der Pulvermühle in die Moosalb einmündet.
In Heltersberg gibt es ein Bergbad, das im Jahr 2001 von Grund auf erneuert wurde.

## Wirtschaft
Wirtschaftliches Zentrum der Region ist die Gemeinde Waldfischbach-Burgalben, die laut Landesplanung Grundzentrum eingestuft ist. Im 19. und 20. Jahrhundert war die Schuhindustrie der bedeutende Wirtschaftsfaktor der Region. Mit deren Abwärtstrend ab 1970 setzte ein Bevölkerungsrückgang ein.